# Buceros
Buceros Linnaeus, 1758 è un genere di uccelli della famiglia Bucerotidae.

## Descrizione
I buceri del genere Buceros includono i buceri più grandi al mondo, il più grande dei quali è il grande calao indiano (Buceros bicornis). Tutti i buceri di questo genere possiedono un vistoso casco osseo cavo sul capo e parte del becco, usato come display, e che può essere utilizzato dagli scienziati e dai birdwatcher per riconoscere l'età, il sesso e la specie d'appartenenza. La loro apertura alare può arrivare fino a 1,8 metri (6 piedi).

## Tassonomia
Il genere comprende le seguenti specie:
| Specie di Buceros                       | Specie di Buceros | Specie di Buceros |
| Nome comune e binomiale                 | Immagine          | Distribuzione |
| --------------------------------------- | ----------------- | --- |
| Bucero rinoceronte (Buceros rhinoceros) |                   | Borneo, Sumatra, Giava, Penisola malese, Singapore e Thailandia meridionale                                                 |
| Grande calao indiano (Buceros bicornis) |                   | India, Bhutan, Nepal, sud-est asiatico continentale, l'isola indonesiana di Sumatra, e la regione nord-orientale dell'India |
| Bucero rossiccio (Buceros hydrocorax)   |                   | Filippine |

Il bucero dall'elmo è talvolta incluso in questo genere, ma oggi la maggior parte delle autorità lo colloca invece all'interno del genere monotipo Rhinoplax.